# Così celeste
"Così celeste" is een nummer van de Italiaanse muzikant Zucchero. Het nummer verscheen op zijn album Spirito DiVino uit 1995. In 1996 werd het nummer uitgebracht als de vijfde en laatste single van het album.

## Achtergrond
"Così celeste" is geschreven door Zucchero en geproduceerd door Corrado Rustici. De titel is naar het Nederlands te vertalen als "Zo hemels". Hoewel vaak wordt gedacht dat het nummer gaat over een geliefde van de zanger, gaat het eigenlijk over zijn geloof. Er bestaat ook een Engelstalige versie van het nummer onder de titel "She's My Baby" en een Spaanstalige versie met de titel "Asì celeste".
"Così celeste" werd een hit in een aantal Europese landen. In Zucchero's thuisland Italië behaalde het de elfde plaats en ook in Frankrijk en Spanje kwam het in de top 10 terecht. In Nederland kwam het niet in de Top 40 of de Tipparade terecht, maar kwam het wel tot plaats 73 in de Mega Top 100. In 2004 nam Zucchero het nummer opnieuw op in duet met Cheb Mami voor zijn album Zu & Co.

## Hitnoteringen

### Mega Top 100
| Hitnotering: 11-01-1997 t/m 01-03-1997 | Hitnotering: 11-01-1997 t/m 01-03-1997 | Hitnotering: 11-01-1997 t/m 01-03-1997 | Hitnotering: 11-01-1997 t/m 01-03-1997 | Hitnotering: 11-01-1997 t/m 01-03-1997 | Hitnotering: 11-01-1997 t/m 01-03-1997 | Hitnotering: 11-01-1997 t/m 01-03-1997 | Hitnotering: 11-01-1997 t/m 01-03-1997 | Hitnotering: 11-01-1997 t/m 01-03-1997 | Hitnotering: 11-01-1997 t/m 01-03-1997 |
| Week                                   | 1                                      | 2                                      | 3                                      | 4                                      | 5                                      | 6                                      | 7                                      | 8                                      |                                        |
| -------------------------------------- | -------------------------------------- | -------------------------------------- | -------------------------------------- | -------------------------------------- | -------------------------------------- | -------------------------------------- | -------------------------------------- | -------------------------------------- | -------------------------------------- |
| Positie                                | 96                                     | 75                                     | 73                                     | 74                                     | 84                                     | 89                                     | 92                                     | 94                                     | uit                                    |

### NPO Radio 2 Top 2000
| Nummer met noteringen in de NPO Radio 2 Top 2000 | '99  | '00-'01 | '02  | '03  | '04  | '05  | '06  | '07 | '08  | '09  | '10  | '11  | '12  | '13  | '14  | '15  |
| ------------------------------------------------ | ---- | ------- | ---- | ---- | ---- | ---- | ---- | --- | ---- | ---- | ---- | ---- | ---- | ---- | ---- | ---- |
| Così celeste                                     | 1092 | -       | 1690 | 1667 | 1483 | 1293 | 1281 | 932 | 1253 | 1913 | 1496 | 1443 | 1541 | 1592 | 1709 | 1658 |

1. ↑  Een '-' betekent dat het nummer niet was genoteerd en een vetgedrukt getal geeft de hoogste notering aan.
2. ↑  Deze tabel is bijgewerkt tot en met de laatste editie (2024).